# Anomalomyia guttata
Anomalomyia guttata är en tvåvingeart som först beskrevs av Frederick Wollaston Hutton 1881.  Anomalomyia guttata ingår i släktet Anomalomyia och familjen svampmyggor. Inga underarter finns listade i Catalogue of Life.